# 8075 Roero
8075 Roero è un asteroide della fascia principale. Scoperto nel 1985, e poi battezzato ufficialmente Roero, presenta un'orbita caratterizzata da un semiasse maggiore pari a 3,1995845 UA e da un'eccentricità di 0,2130521, inclinata di 11,60482° rispetto all'eclittica.